# レッチェ
レッチェ（イタリア語: Lecce ( 音声ファイル)）は、イタリア共和国プッリャ州南東部の都市で、その周辺地域を含む人口約95,000人の基礎自治体（コムーネ）。レッチェ県の県都である。
サレント半島の内陸にある主要都市で、古代ギリシャ時代以来2000年以上の歴史を持つ。バロック様式の建築が市内に多いことから「南イタリアのフィレンツェ」とも呼ばれる。

## 名称
標準イタリア語以外の言語では以下の名を持つ。
- グリコ語（英語版）: Luppìu
- 古代ギリシア語: Ἀλήσιον
- ラテン語: Lupiae

## 地理

### 位置・広がり
レッチェ県北部に位置する。レッチェの市街は、アドリア海から約20km内陸にあり、ブリンディジの南南東約37km、ターラントの東約80km、州都バーリの南東約140kmに位置する。
自治体としてのレッチェは都市の周辺地域を含み、アドリア海に面する。

#### 隣接コムーネ
隣接するコムーネは以下の通り。括弧内のBRはブリンディジ県 所属を示す。
- アルネザーノ
- カヴァッリーノ
- レークイレ
- リッツァネッロ
- モンテローニ・ディ・レッチェ
- ノーヴォリ
- サン・チェザーリオ・ディ・レッチェ
- スクインツァーノ
- スルボ
- トルキアローロ (BR)
- トレプッツィ
- ヴェルノレ

## 歴史
ギリシャの記録によるとクレタ出身とされているメッサピ人（en）が市の基礎をつくった。
伝説によると、レッチェはシバル（Sybar）と呼ばれ、メッサピ人によってつくられ、トロヤ戦争時代から存在したという。のちにイアピゲ人（en）に占領され、紀元前3世紀には古代ローマに征服され、その名をルピアエ（Lupiae）と改名した。
紀元2世紀のハドリアヌス帝時代、市は3km北東へ移動し、名をリケア（Licea）またはリティウム（Litium）とされた。レッチェには劇場、円形闘技場があり、ハドリアヌス港（現在のサン・カタルド San Cataldo 
 di Lecce）とつながっていた。地元でサントロンツォ（聖オロンツォ）と呼ばれるレッチェのオロンティウスは、市初代のキリスト教司教を務めたとされ、レッチェの守護聖人となっている。
西ローマ帝国滅亡後、レッチェは東ゴート王トーティラにゴート戦争のさなか略奪を受けた。549年に東ローマ帝国に占領され、5世紀に渡って支配を受けた。その間、サラセン人、ロンゴバルド族、マジャール人、スラヴ人の事実上の征服を数回に分けて受けた。
11世紀のノルマン征服後レッチェは貿易の要地となり、その後のホーエンシュタウフェン家支配、アンジュー家支配時代に繁栄した。レッチェ公国（en）は、1053年から1463年にかけてシチリア王国の最大かつ重要な封土の一つであった。その後、王国の直轄領として併合された。15世紀から、南イタリア有数の都市になり、1630年から貴重なバロック建築の建設が始まった。オスマン帝国による侵攻をかわしたことで、16世紀初頭に新たな城壁と城が神聖ローマ皇帝カール5世 によって築かれた。
1656年、ペストがレッチェで大流行し、数百人の死者を出した。
1943年、レッチェに配備されていた爆撃機が、エーゲ海で孤立してしまったイタリア軍基地支援にまわり、第二次世界大戦中ドイツ軍と戦った。

## 行政

### 分離集落
レッチェには、以下の分離集落（フラツィオーネ）がある。
- Frigole, San Cataldo, San Ligorio, Torre Chianca, Torre Rinalda, Villa Convento

## 社会

### 経済・産業
柔らかく加工しやすいため彫刻に適したレッチェ石（石灰岩）が市の主要な特産品である。その他にはセラミックスが生産されている。また農業地帯でもあり、オリーブ油とワインが生産される。

### 言語
レッチェから遠くない町村を含むサレント半島の一帯はグレチア・サレンティーナ（Grecìa Salentina）と呼ばれ、グリコ語（ギリシャ語の方言）話者人口が約2万人いる。

### 教育
- サレント大学　-　1955年創立。8学部がある。

## みどころ

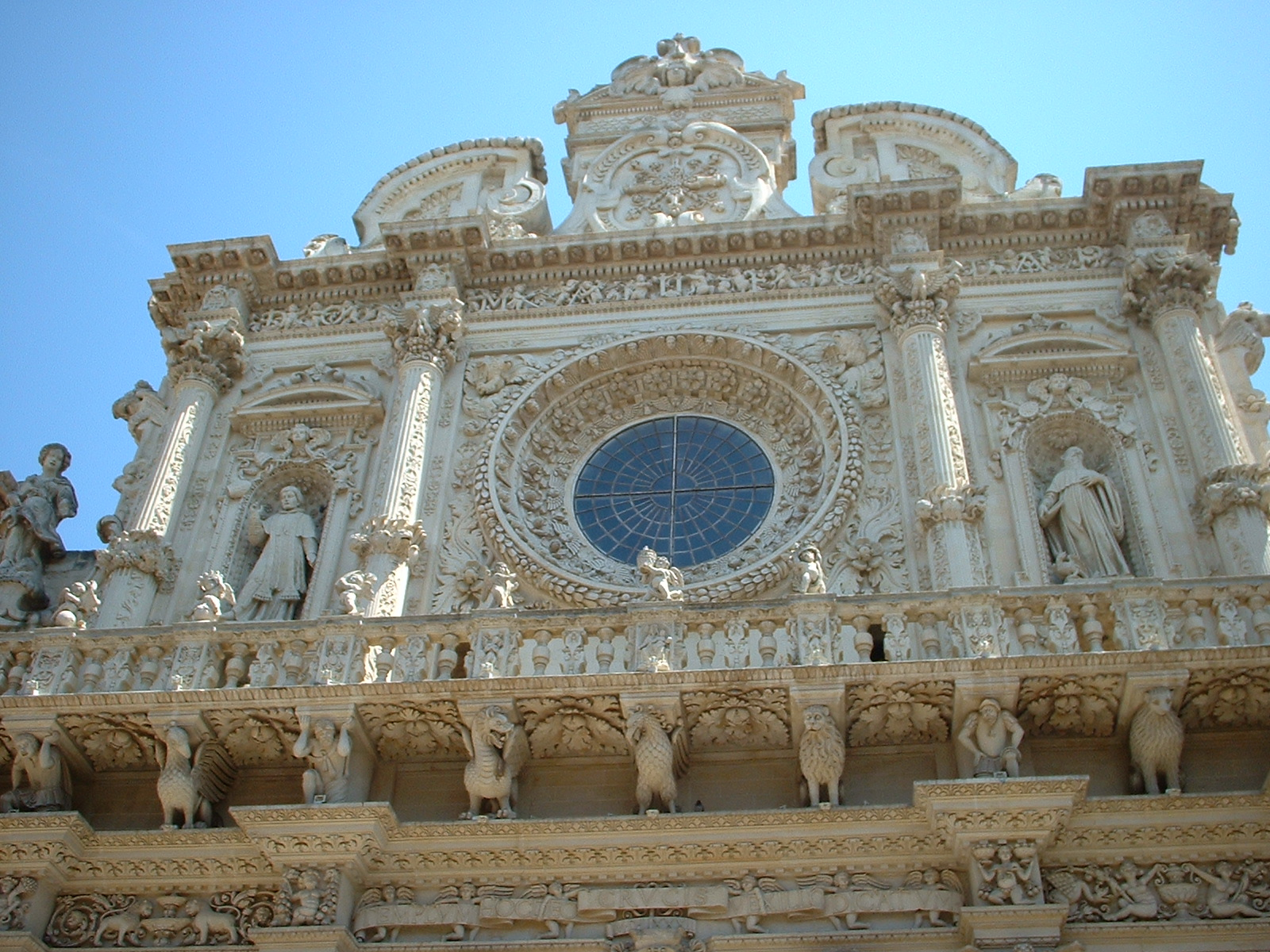
サンタ・クローチェ聖堂

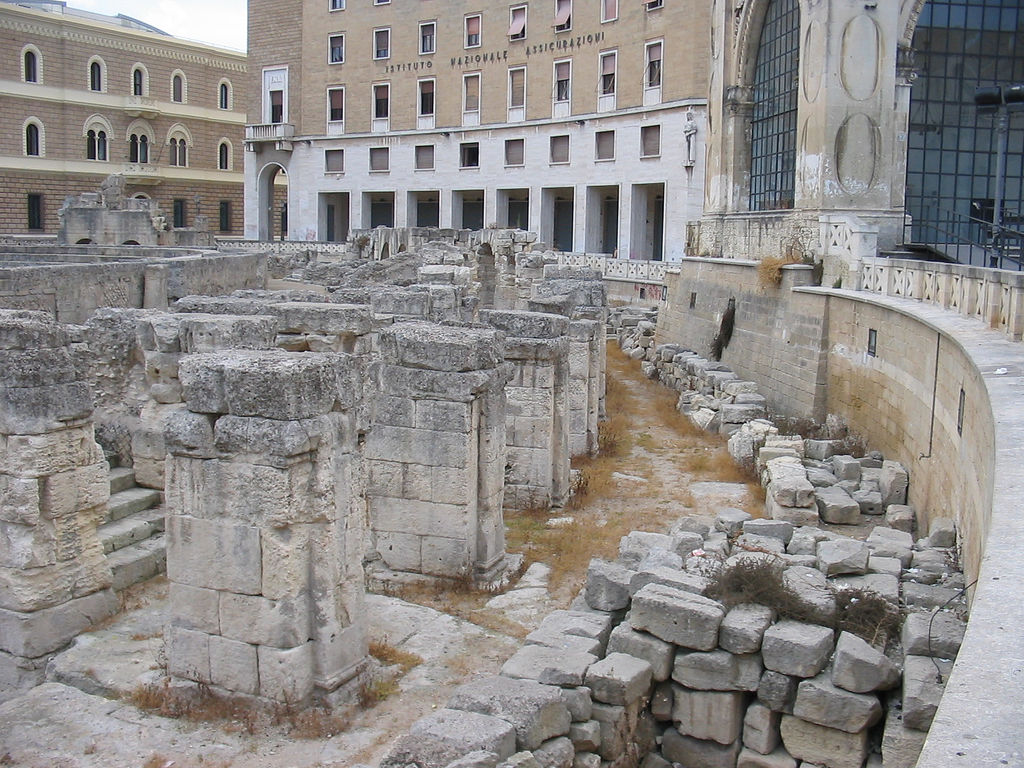
円形闘技場

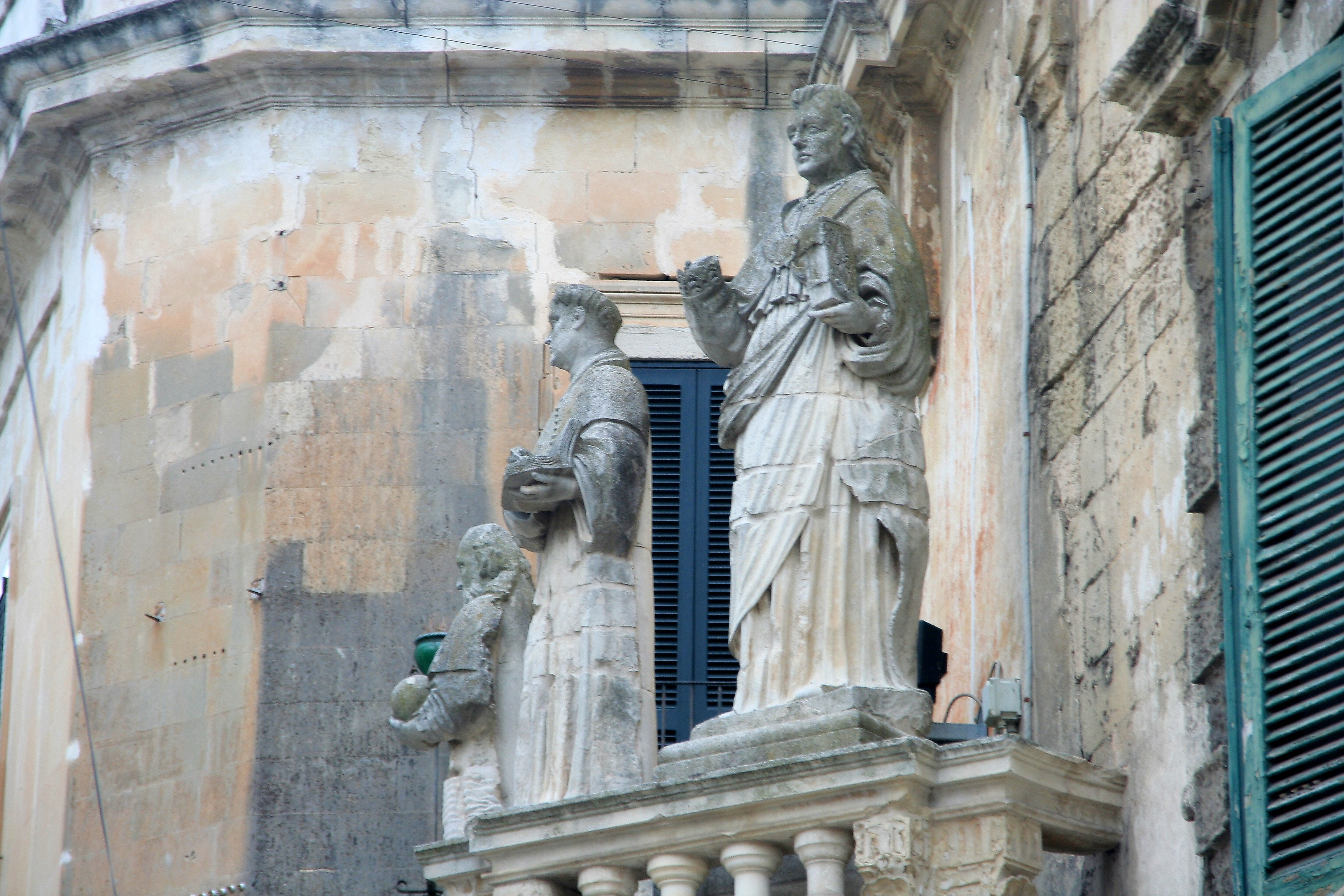
聖堂広場

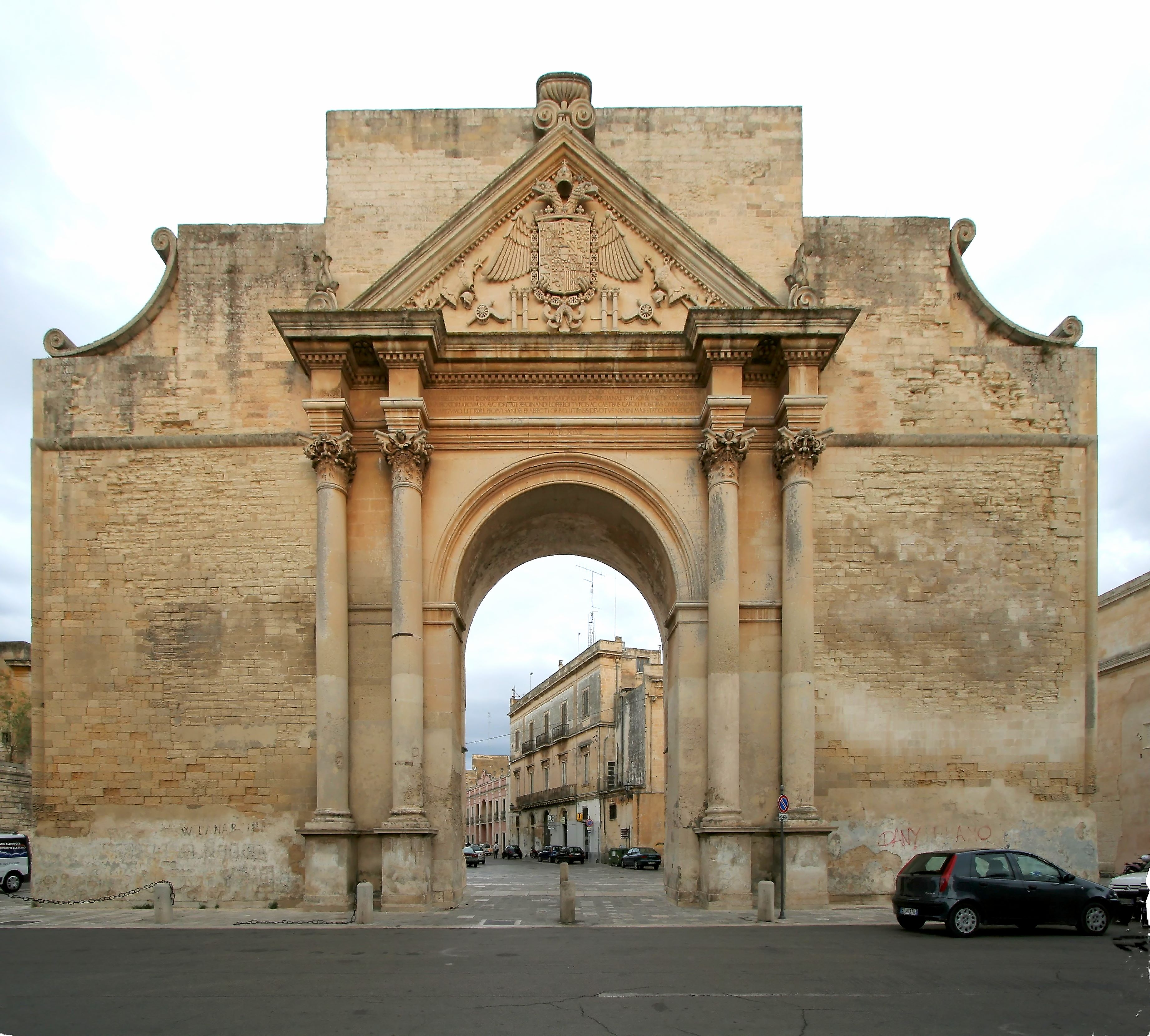
凱旋門

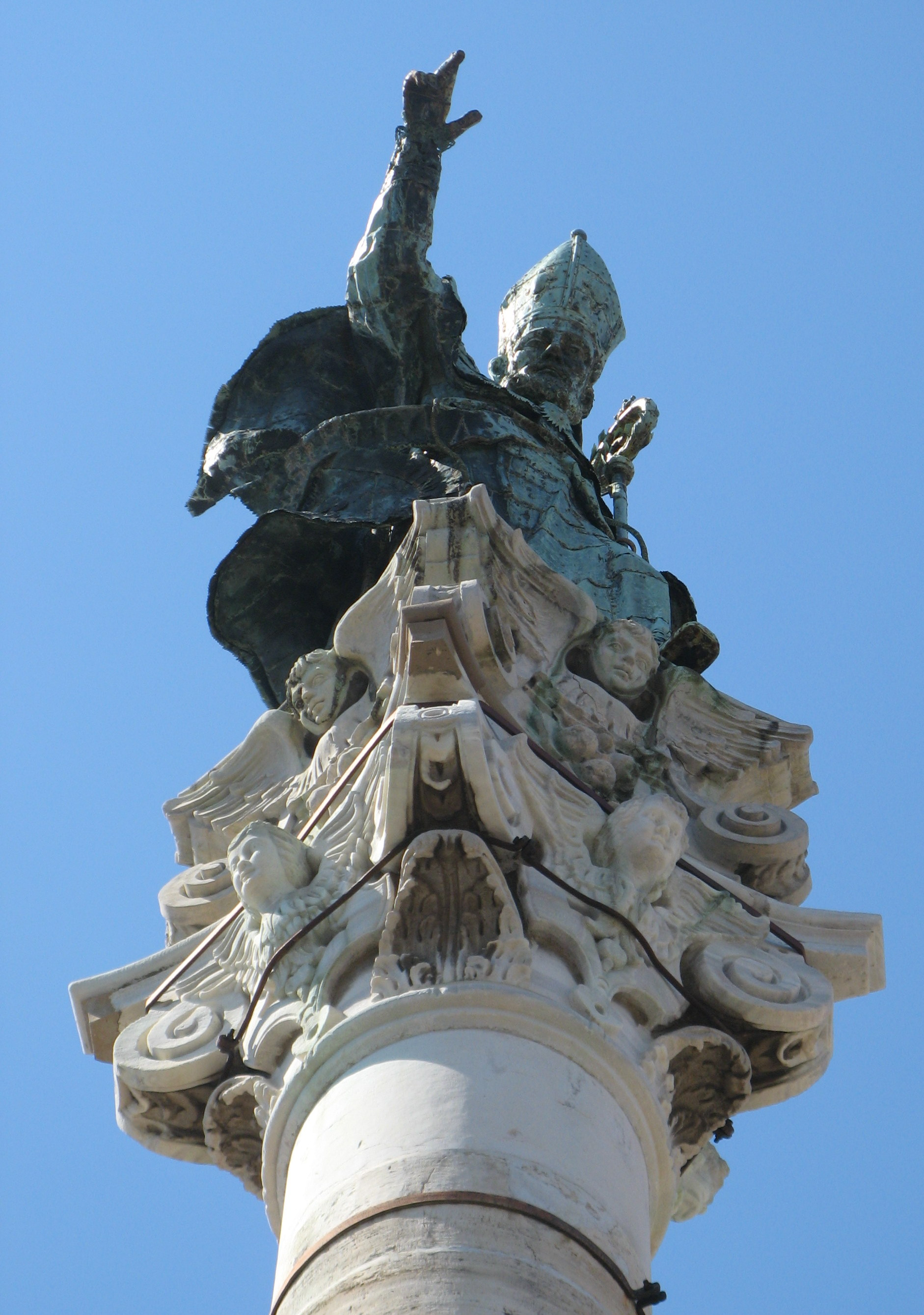
聖オロンツォの円柱

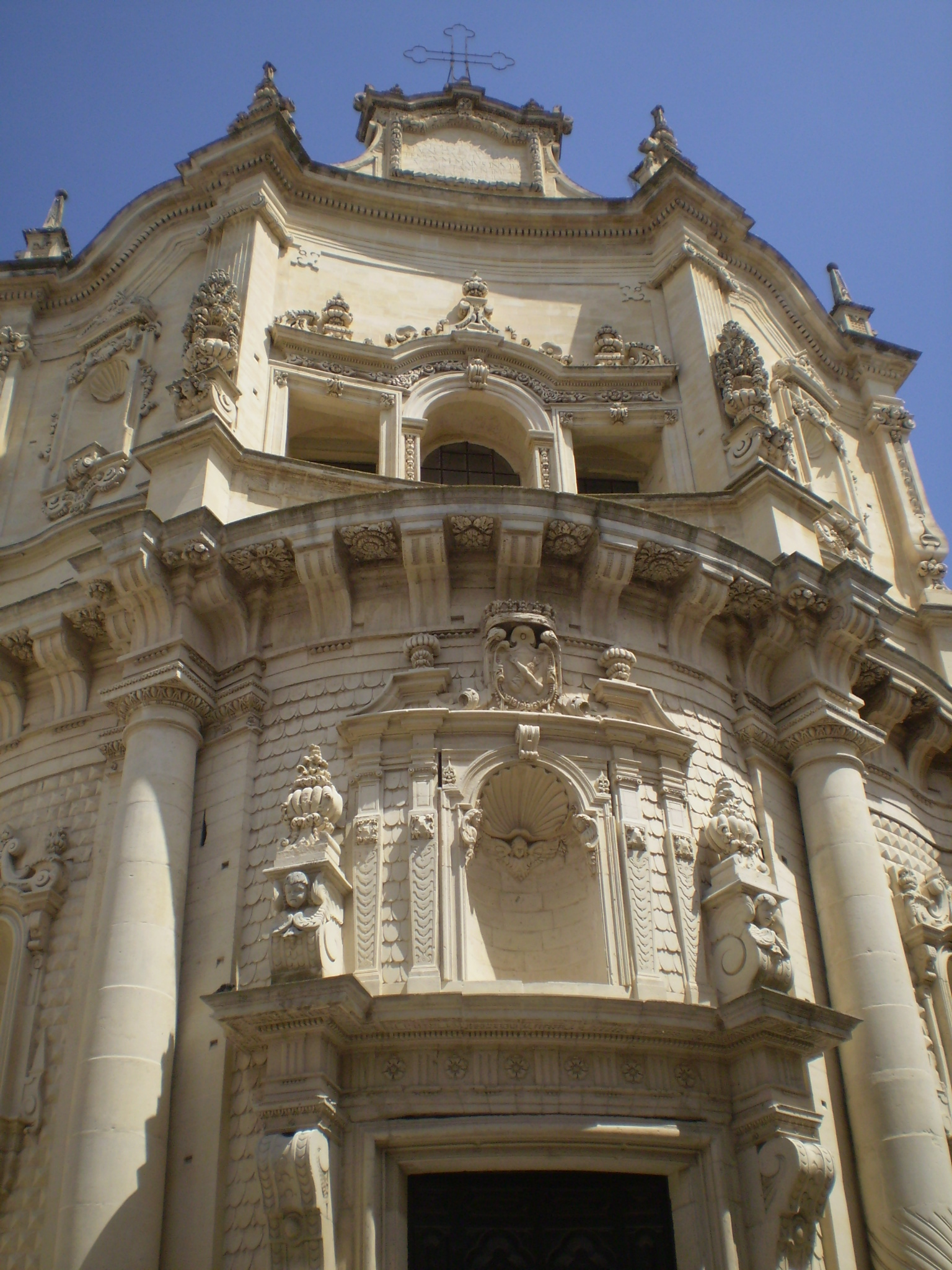
サン・マッテオ教会

### 教会
- サンタ・クローチェ聖堂（Basilica di Santa Croce） - レッチェ最重要の建物。1353年に建設が始まったが、1549年まで工事が停止し、完成したのは1695年だった。動物、グロテスク、野菜などの像で飾られたファサード、巨大なバラ窓がある。隣接するのは、かつて修道院であった建物に入っている庁舎である。
- ドゥオーモ - イタリアで最も壮麗なものの一つ。最初のものは1144年に建てられ、1230年に再建された。1659年から1670年にかけ全体的にジュゼッペ・ジンバロが修繕し、70mの高さの鐘楼も建てた。鐘楼は5階建てで8角形のロッジア（涼み廊）をもつ。
- サン・ニッコロ・エ・カタルド教会（Chiesa dei Santi Nicolò e Cataldo） - イタリア＝ノルマン建築の一例。1180年、シチリア王タンクレーディが建てた。1716年、ファサードが再建され、数多くの像が付け加えられた。しかし優れた原型の教会出入り口が維持されている。内部は本堂1つと側廊2つで、尖塔アーチ形アーケード、本堂中央のドームを持つ。壁のフレスコ画は15世紀から17世紀のものである。
- チェレスティーニ邸（Palazzo dei Celestini、1549年 - 1695年）  - ジュゼッペ・ジンバロによるバロック装飾。庭園はガブリエーレ・リッカルディの設計。
- サンタイレーネ教会（Chiesa di S. Irene） - 1591年からフランチェスコ・グリマルディが建設。上階と低階とで違った様式を見せる巨大なファサードを持つ。出入り口は、1717年にマウロ・マニエーリがつくった聖イレーネ像が載っている。内部はラテン十字型で、むしろ均斉がとれている。大天使ミカエルの祭壇は、グイド・レーニによって描かれたものの複製である。高い祭壇にはオロンツォ・ティソの手による『聖櫃の運搬』がある。右側廊はレッチェ最大級の祭壇の一つで、聖ガエターノに捧げたものである（1651年）。隣はアヴェッリーノの聖アンドレーアの祭壇（ロココ様式）である。17世紀半ば以降のものは、フランチェスコ・アントニオ・ジンバロによる聖オロンツォの祭壇である。聖イレーネの祭壇にはジュゼッペ・ヴェッリオによる油彩画がある。また、教会内に納められている聖人の9体の胸像、聖人の大きな像がある。
- サン・フランチェスコ・デッラ・スカルパ教会（Chiesa di San Francesco della Scarpa） - ファサードのない教会として知られる。19世紀に行われた修復の際に打ち捨てられてしまったためである。最も古い部分は、13世紀から14世紀のものである。内部はギリシャ十字型である。

### その他建造物
- ローマ時代の円形闘技場（Anfiteatro Romano） - 2世紀に建てられ、サントロンツォ広場近くにある。25,000人以上が収容できる。数世紀にわたって闘技場上部に建物が建てられてしまったため、現在闘技場は半分が地中に埋まっている。
- 聖オロンツォ像を掲げる円柱（La Colonna di Sant'Oronzo） - レッチェの守護聖人である聖オロンツォ像を掲げる円柱は、ブリンディジからレッチェへ贈られた（ブリンディジで起きたペスト大流行の際、聖オロンツォの御利益により収まったことから）。円柱は元々一対で、約二千年前にローマと南イタリアをつなぐアッピア街道の終着点を示すものとしてブリンディジに立てられた。
- セディーレ - 1592年に建てられ、1852年まで地元議会の議場であった。
- カルロ5世城（Castello di Carlo V）　-　ジャコモ・デッラカジャが1539年から1549年にかけ建設。角張った要塞のある台形の平面図となっている。ポリテアマ・グレコ劇場へ接続され、1884年11月15日に開場された。
- 凱旋門（Arco di Trionfo） - 普通はポルタ・ナポリ（Porta Napoli、ナポリの門）と呼ばれる。1548年に、古いサン・ジュスト門と建て替えたカール5世を讃えている。言い伝えによると、そこには尊い聖人の墓があったという。中世の門は現在サン・ビアジョ門、ルディアエ門がある。どちらもバロック様式で、ルディアエ門の頂上には聖オロンツォの像と、その両側に聖ドミニコと聖イレーネの像がある。
- チェレスティーニ宮殿（Palazzo dei Celestini） - ジュゼッペ・ジンバロの設計。現在レッチェ県庁舎となっている
- オベリスク（Obelisco） - 1822年、両シチリア王フェルディナンド1世を讃えて建てられた。
- オルト・ボタニコ（Orto Botanico di Lecce） - 植物園

## スポーツ
- USレッチェ - プロサッカークラブ

## 出身者
- フランコ・カウジオ - サッカー選手
- マルコ・マテラッツィ - サッカー選手
- エンニオ・ド・ジョルジ - 数学者
- クロエ・エルモ - オペラ歌手
- ティート・スキーパ - テノール歌手

## 姉妹都市
- ムルシア, スペイン
- バリャドリード、スペイン
- オストロフ・ヴィエルコポルスキ, ポーランド
- パレルモ、イタリア
- ヴェローナ、イタリア